# Lista de episódios de Californication
Esta é uma lista de episódios de Californication, uma série de televisão estadunidense de 2007.

## Primeira Temporada
- S01E01 - Pilot /Piloto
- S01E02 - Hell-A Woman / Mulher Infernal
- S01E03 - The Whore of Babylon / A Prostituta da Babilônia
- S01E04 - Fear And Loathing At The Fundraiser / Medo e Delírio na Festa de Caridade
- S01E05 - LOL / LOL
- S01E06 - Absinthe Makes The Heart Grow Fonder / O Absinto faz o Coração Querer Mais
- S01E07 - Girls, Interrupted / Garotas, Interrompidas
- S01E08 - California Son / O filho da California
- S01E09 - Filthy Lucre / Lucro Sujo
- S01E10 - The Devil's Threesome / Ménage do Diabo
- S01E11 - Turn the Page / Virando a Página
- S01E12 - The Last Waltz (Season Finale)/ A Última Valsa

## Segunda Temporada
- S02E01 - Slip Of The Tongue / Deslize da Língua
- S02E02 - The Great Ashby / O Grande Ashby
- S02E03 - No Way To Treat A Lady / Não Se Trata Uma Dama Assim
- S02E04 - The Raw & the Cooked / O Cru e o Cozido
- S02E05 - Vaginatown / Vaginatown
- S02E06 - Coke Dick & The First Kick / Pau Chapado e o Primeiro Chute
- S02E07 - In a Lonely Place / Em um Lugar Solitário
- S02E08 - Going Down and Out in Beverly Hills / Descendo e Saindo em Beverly Hills
- S02E09 - La Ronde / A Ronda (em francês) La Ronde
- S02E10 - In Utero / No Útero
- S02E11 - Blues from Laurel Canyon / Blues de Laurel Canyon
- S02E12 - La Petite Mort (Season Finale)/ A Pequena Morte (em francês)

## Terceira Temporada
- S03E01 - Wish You Were Here / Gostaria que você estivesse aqui
- S03E02 - The Land of Rape and Honey / Terra do Estupro e do Mel
- S03E03 - Verities & Balderdash / Verdades e Bobagens
- S03E04 - Zoso / Zoso
- S03E05 - Slow Happy Boys / Garotos Lentos Felizes
- S03E06 - Glass Houses / Casas de Vidro
- S03E07 - So Here's the Thing.../ É O Seguinte...
- S03E08 - The Apartment / O Apartamento
- S03E09 - Mr. Bad Example / Sr.Mau Exemplo
- S03E10 - Dogtown / Cidade dos Cães
- S03E11 - Comings & Goings / Idas e Vindas
- S03E12 - Mia Culpa (Season Finale)/ Mia Culpa (trocadilho entre MEA CULPA (minha culpa em latim) e culpa da mia - personagem filha do Bill)

## Quarta Temporada
- S04E01 - Exile On Main Street / Exílio na Rua Principal
- S04E02 - Suicide Solution / Solução Suicida
- S04E03 - Home Sweet Home / Lar Doce Lar
- S04E04 - Monkey Business / Negócio de Macaco
- S04E05 - Freeze-Frame / Freeze-Frame
- S04E06 - Lawyers,Guns and Money / Advogados, Armas e Dinheiro
- S04E07 - The Recused / Recusado
- S04E08 - Lights,Camera,Asshole / Luzes,Câmera,Cuzão
- S04E09 - Another Perfect Day / Outro Dia Perfeito
- S04E10 - The Trial / O Julgamento
- S04E11 - The Last Supper / A Última Ceia
- S04E12 - ...And Justice for All (Season Finale)/ ...E a  justiça é para todos

## Quinta Temporada
- S05E01 - JFK to LAX / JFK para LAX
- S05E02 - The Way of the Fist / O Caminho do Punho
- S05E03 - Boys & Girls / Garotos e Garotas
- S05E04 - Waiting for the Miracle / Esperando Por Um Milagre
- S05E05 - The Ride Along / Passeio Solitário
- S05E06 - Love Song / Canção de Amor
- S05E07 - Here I Go Again / Aqui Vou Eu De Novo
- S05E08 - Raw / Cru
- S05E09 - At the Movies / No Cinema
- S05E10 - Perverts & Whores / Pervertidos e Putas
- S05E11 - The Party / A Festa
- S05E12 - Hell Ain't a Bad Place to Be (Season Finale)/ O Inferno não é um mal lugar para se estar

## Sexta Temporada
- S06E01 - The Unforgiven / O Imperdoável
- S06E02 - Quitters / Desistentes
- S06E03 - Dead Rock Stars/ Estrelas do Rock Mortas
- S06E04 - Hell Bent for Leather / Inferno se Curva ao Couro
- S06E05 - Rock and a Hard Place / Rock e um Lugar Difícil
- S06E06 - In the Clouds / Nas Nuvens
- S06E07 - The Dope Show / O Show dos Narcóticos
- S06E08 - Everybody's a Fucking Critic / Todo Mundo Critica
- S06E09 - Mad Dogs & Englishmen / Cachorros Loucos e Homens Ingleses
- S06E10 - Blind Faith / Fé Cega
- S06E11 - The Abby / A Abby
- S06E12 - I'll Lay My Monsters Down (Season Finale)/ Eu Vou Colocar Meus Monstros Para Baixo

## Sétima Temporada
- S07E01 - Levon / Levon
- S07E02 - Julia / Julia
- S07E03 - Like Father Like Son / Tal Pai Tal Filho
- S07E04 - Dicks / Babacas (dick = idiota, babaca, pinto)
- S07E05 - Getting the Poison Out / Extraindo o veneno
- S07E06 - Kickoff / O Chute
- S07E07 - Smile / Sorriso
- S07E08 - 30 Minutes or Less / 30 Minutos ou Menos
- S07E09 - Faith, Hope, Love / Fé, Esperança, Amor
- S07E10 - Dinner With Friends / Jantar com Amigos
- S07E11 - Daughter / Filha
- S07E12 - Grace / Graça